# Stefan Narajowski
Stefan Narajowski herbu Janina – sędzia lwowski w latach 1653-1655, podsędek lwowski w latach 1652-1653, stolnik kamieniecki w latach 1648-1651.
Sędzia kapturowy województwa ruskiego w 1648 roku. Poseł na sejm nadzwyczajny 1654 roku.